# Катарина-Амалия Нидерландская
Катарина-Амалия (нидерл. Prinses Catharina-Amalia, Prinses van Oranje, prinses der Nederlanden, prinses van Oranje-Nassau; род. 7 декабря 2003, Гаага) — принцесса Нидерландов, принцесса Оранская, старшая дочь правящего короля Нидерландов Виллема Александра и его жены королевы Максимы. Наследница нидерландского престола.

## Биография

### Происхождение
Принцесса Катарина-Амалия Беатрикс Кармен Виктория родилась 7 декабря 2003 года в госпитале Броново в Гааге (Нидерланды). При рождении она получила титулы принцессы Нидерландов и принцессы Оранской-Нассау. 30 апреля 2013 года, после коронации её отца, Катарина-Амалия стала принцессой Оранской.
У принцессы Катарины-Амалии есть две младшие сестры — принцесса Алексия, которая родилась 26 июня 2005 года, и принцесса Ариана, которая родилась 10 апреля 2007 года.
Крестины принцессы Катарины-Амалии состоялись 12 июня 2004 года в Гааге. Среди её крестных — принц Константин, младший сын королевы Беатрикс и дядя принцессы Катарины-Амалии, и наследная принцесса Швеции Виктория.

### Образование
С 10 декабря 2007 года Катарина-Амалия начала обучение в начальной школе Bloemcampschool в Вассенаре.
С 24 августа 2015 года приступила к обучению в христианской гимназии Sorghvliet в Гааге.
Владеет нидерландским, английским, а также испанским на начальном уровне.

### Деятельность
В соответствии со статьёй 74 Конституции Катарина-Амалия с 18 лет автоматически стала членом Государственного совета Нидерландов.
Зимой 2023 года вместе с родителями посетила заморские территории Нидерландов в Карибском бассейне; это стало её первым официальным королевским туром.

## Титулы и награды
- С 2003 по 2013 год — Её Королевское Высочество, Принцесса Нидерландов Катарина-Амалия, Принцесса Оранско-Нассауская.
- С 2013 года — по настоящее время — Её Королевское Высочество Принцесса Оранская, Принцесса Нидерландов, Принцесса Оранско-Нассауская.